# Der Fluch des Hauses Dain
Der Fluch des Hauses Dain (engl. The Dain Curse) ist ein amerikanischer Roman von Dashiell Hammett aus dem Jahr 1929. Es ist sein zweites Buch nach Rote Ernte, das im selben Jahr erschien. Die Geschichte gliedert sich in drei fast eigenständige Teile: Die Dains, Der Tempel und Quesada. 

## Handlung
Es beginnt damit, dass acht kleine Diamanten verschwinden und der „Namenlose Detektiv“ von Continentals (engl. Continental Op als Abkürzung für Continental Operative) von der zuständigen Versicherung mit Nachforschungen betraut wird. Eines der Steinchen findet sich schnell (der Roman beginnt damit), ab dann allerdings wird es immer komplizierter und es gibt auch immer öfter einen Todesfall. Später landet der Mann von Continental im Zuge seiner Ermittlungstätigkeit im Tempel einer obskuren Sekte und schließlich in Mexiko.

## Erzählverfahren
Wie auch die Storys um den Continental-Op und der erste Continental-Op-Roman Rote Ernte entspricht Der Fluch des Hauses Dain (nach den Begrifflichkeiten von Franz K. Stanzel) dem Typ der personalen Ich-Erzählung. Der Detektiv erzählt die Handlung selbst, aus seiner Perspektive, ohne eine innerhalb der Fiktion näher spezifizierte Erzählsituation, und ohne den Lesern Einblick in seine Reflexionen zu gewähren. Während Hammett für seine nächsten beiden – heute wohl bekanntesten – Romane, Der Malteser Falke und Der gläserne Schlüssel, die Erzählform in der dritten Person wählte, kehrte er mit seinem letzten Roman, Der dünne Mann, zu der in Der Fluch des Hauses Dain und den anderen Continental-Op-Texten praktizierten Ich-Form zurück.

## Sonstiges
Hammett widmete den Roman, an dessen Anfang die Suche nach Diamanten steht, dem Juwelier Albert S. Samuels, für den er als Werbetexter gearbeitet hatte. Für die Romanfiguren wählte er Namen seiner ehemaligen Kollegen in Samuels’ Firma. 